# Thomas Phillips
Sir Thomas »Tom« Spencer Vaughan Phillips, britanski admiral; * 19. februar 1888, Falmouth, Cornwal, Anglija, † 10. december 1941 pri Kauntanu, Malezija.
Phillips je bil od začetka leta 1941 poveljnik britanskih oboroženih sil na Malajskem polotoku ( »skupina Z« ). Pri napadu letal z japonskih letalonosilk pod poveljstvom admirala Konda 10. decembra 1941 na vojno ladjo Prince of Wales nasproti Kuantana (kordinate potopitve: 3º33'36 N,104º28'42 E) je utonil v Južno Kitajskem morju skupaj s 840 člani posadke.